# Sangala splendidissima
Sangala splendidissima är en fjärilsart som beskrevs av Max Joseph Bastelberger 1911. Sangala splendidissima ingår i släktet Sangala och familjen mätare. Inga underarter finns listade.